# کارین دور
کارین دور (انگلیسی: Karin Dor؛ زادهٔ ۲۲ فوریهٔ ۱۹۳۸ – درگذشتهٔ ۶ نوامبر ۲۰۱۷ در ویسبادن ایالت هسن) یک هنرپیشه اهل آلمان بود. وی بین سال‌های ۱۹۵۳ تا ۲۰۱۴ میلادی فعالیت می‌کرد.
از فیلم‌ها یا برنامه‌های تلویزیونی که وی در آنها نقش داشته‌است می‌توان به فقط دو بار زندگی می‌کنید، توپاز و آخرین مرتدان اشاره کرد.